# Bridget O’Connor
Bridget O’Connor (* 18. Januar 1961 in London; † 22. September 2010) war eine britische Dramatikerin und Drehbuchautorin.

## Leben
O’Connor veröffentlichte mit Here Comes John (1993) und Tell Her You Love Her (1997) zwei Kurzgeschichtensammlungen. 2001 verfasste sie ein erstes langes Theaterstück.
Sie arbeitete bei vielen ihrer Projekte eng mit Peter Straughan zusammen. Die beiden heirateten 2008. Gemeinsam hatten sie ein Kind.
Posthum war sie zusammen mit Straughan 2012 für ihr Drehbuch zur Romanverfilmung Dame, König, As, Spion, die ihr gewidmet ist, für den Oscar in der Kategorie Bestes adaptiertes Drehbuch nominiert. Sie wurden im gleichen Jahr mit dem British Academy Film Award in der Kategorie Bestes adaptiertes Drehbuch ausgezeichnet und gewannen zudem bei den Online Film Critics Society Awards eine Auszeichnung.
O’Connor starb im September 2010 an den Folgen einer Krebserkrankung.

## Filmografie
- 2006: Sixty Six
- 2007: Mrs. Ratcliffe’s Revolution
- 2011: Dame, König, As, Spion (Tinker Tailor Soldier Spy)